# 칩렛
칩렛(chiplet)은 잘 정의된 기능 하위 집합을 포함하는 작은 집적 회로(IC)이다. 단일 패키지의 인터포저에서 다른 칩렛과 결합되도록 설계되었다. 칩렛 세트는 믹스 앤 매치 "레고와 같은" 어셈블리로 구현될 수 있다. 이는 기존 SoC(단일 칩 시스템)에 비해 다음과 같은 몇 가지 장점을 제공한다.
- 재사용 가능 IP(지적 재산)[5]: 동일한 칩렛을 다양한 장치에서 사용할 수 있다.
- 이종 통합[6]: 칩렛은 각각 특정 기능에 최적화된 다양한 프로세스, 재료 및 노드로 제작될 수 있다.
- 알려진 양호한 다이[7]: 조립 전에 칩렛을 테스트하여 최종 장치의 수율을 향상시킬 수 있다.

단일 집적 회로에서 함께 작동하는 여러 칩렛을 다중 칩 모듈, 하이브리드 IC, 2.5D IC 또는 고급 패키지라고 부를 수 있다.
칩렛은 UCIe, BoW(번치 오브 와이어), AIB, OpenHBI, OIF XSR과 같은 표준으로 연결될 수 있다. 같은 회사에서 설계하지 않은 칩렛은 상호 운용성을 염두에 두고 설계해야 하는데 이는 어려운 작업이다.
이 용어는 RISC-V 아키텍처와 마찬가지로 2006년 미국 에너지부 확장에서 RAMP 프로젝트(다중 프로세서를 위한 연구 가속기)의 구성 요소로 캘리포니아 대학교 버클리 교수 존 워지넥(John Wawrzynek)에 의해 만들어졌다.
일반적인 예시는 아래를 포함한다:
- 인텔 메테오레이크
- 젠 2 이후 아키텍처 기반 AMD 라이젠
- 엔비디아 H100

## 같이 보기
- 멀티칩 모듈

## 문헌
- Clark, Don (2023년 5월 11일). “U.S. Focuses on Invigorating 'Chiplets' to Stay Cutting-Edge in Tech”. 《The New York Times》.